# Fredmans sånger
Fredmans sånger är en sångsamling av Carl Michael Bellman som publicerades 1791, året efter Fredmans epistlar. Den innehåller 67 sånger numrerade från 1 till 65, vilket förklaras av att sång nummer 5 egentligen är ett fiktivt brev utan melodi vilket följs av tre sånger, benämnda 5a, b och c. Även sång nummer 65 inleds med ett brev utan melodi.

## Tema och melodier
Verket har till skillnad från Fredmans epistlar inget sammanhållande tema utan är en samling av Bellmans mest populära sånger, från hans tidiga liv till de sista åren. Fredman berörs bara i tre av sångerna, varför sångsamlingens titel är något missvisande och troligen har valts för att öka försäljningen genom att knyta an till de populära epistlarna. Ytterligare en skillnad är att sångerna överlag inte eller endast lätt redigerats inför utgivningen av författaren. Däremot har han denna gång uttryckligt meddelat att han även varit inblandad i musiken.
Sångerna är tematiskt grupperade. Sångerna 1 till 6 handlar om Bacchi orden och är således parodier  på ordensväsende, nummer 7 till 17 är allmänna dryckesvisor i uppsluppen ton, 18 till 27 är mörkare och behandlar död och ångest, 28 till 34 är tämligen blandade, men innehåller bland annat pastoraler som "Träd fram du nattens gud". Visorna 35 till 43 är travestier på berättelser ur Bibeln, 44 till 46 är erotiska skämtvisor, 47 till 54 är ett sångspel med titeln "Handlingar rörande Bacchi konkurs", 55 till 63 är backanaliska alster, och 64 och 65 är rojalistiska hyllningar. Sång nummer 22 och 23 har samma melodi, sång nummer 24 och 25 har samma melodi som sång nummer 6, och sång nummer 39 har samma melodi som nummer 36.
Vissa aspekter av Bellmans diktning har helt utlämnats, som religiös diktning, satirer på vers och de rena skådespelen. Dessa aspekter har också senare värderats lägre än det som publicerades i detta verk och i Fredmans epistlar.

## Lista över Fredmans sånger

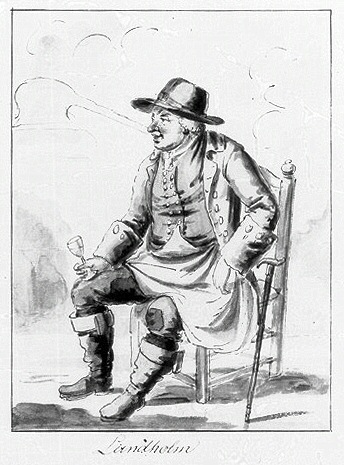
"Brännvinsbrännaren Lundholm" av Elis Chiewitz, cirka 1820. "Om nånsin din maka skull' kysst på din haka, hon blivit full." (Sång N:o 6)

Endast somliga av epistlarna är försedda med titlar. För övriga har nedan första raden använts, satt inom citationstecken. 
- N:o 1, Bacchi adelsmän
- N:o 2, Bacchi första riddarslag
- N:o 3, Bacchi andra riddarslag
- N:o 4, Riddareedens avläggande i Ordenskapitlet
- N:o 5, Min Herre!
  - N:o 5a, Dyrbart aftonoffer
  - N:o 5b, Välment sorgesyn
  - N:o 5c, En gyllene och blomsterrik urna
- N:o 6, Över brännvinsbrännaren Lundholm
- N:o 7, Till Kärleken och Bacchus
- N:o 8, Önskan av en Bacchi man
- N:o 9, Måltidssång
- N:o 10, "Supa klockan över tolv"
- N:o 11, "Portugal, Spanien, Stora Britannien"
- N:o 12, "Venus, Minerva"
- N:o 13, Klubben
- N:o 14, "Hade jag sextusende daler"
- N:o 15, Källarsång
- N:o 16, "Är jag född vill jag leva"
- N:o 17, Bacchi kalender
- N:o 18, Frossan
- N:o 19, "Ack! döden är en faslig björn"
- N:o 20, "Mina björnar samlen eder"
- N:o 21, Måltidssång ("Så lunka vi så småningom")
- N:o 22, "Bacchi bröllop" ("Ack hör ett roligt giftermål")
- N:o 23, Bacchi begravning
- N:o 24, Krogen
- N:o 25, Krögaren
- N:o 26, Fredmans begravning
- N:o 27, Vid kapten August von Schmidts gravkor
- N:o 28, Tre remmare
- N:o 29, Gästgivaregården
- N:o 30, Vid turkens audiens 1773
- N:o 31, Fiskafänget ("Opp Amaryllis")
- N:o 32, "Aftonkväde, dedicerat till fru assesorskan Wetzén" ("Träd fram du nattens gud")
- N:o 33, "Magistraten uti T**** söker"
- N:o 34, "På Gripsholm är alltför roligt"
- N:o 35, "Gubben Noak"
- N:o 36, "Gubben Lot och hans gamla fru"
- N:o 37, "Glada bröder när vi dricka"
- N:o 38, "En Potifars hustru med sköna maner"
- N:o 39, "Allt förvandlas, allt går omkull"
- N:o 40, "Ahasverus var så mäktig"
- N:o 41, "Joakim uti Babylon"
- N:o 42, "Judith var en riker änka"
- N:o 43, "Adams skål, vår gamla far"
- N:o 44, "Gamle bror Jockum, klang vid denna rågan"
- N:o 45, "Om ödet mig skull skicka"
- N:o 46, "Mollberg och Camilla, bacchanalisk pastoral"
- N:o 47, Om handlingarna rörande Bacchi konkurs: Bacchi Proklama
- N:o 48, Om handlingarna rörande Bacchi konkurs: Bacchi bouppteckning
- N:o 49, Uppskovsutslag i saken
- N:o 50, Parternas inställelse på Proklamadagen
- N:o 51, Parternas upprop och edgång i konkursen
- N:o 52, Protokollernas justering i konkursen
- N:o 53, Särskilt votum av rådman Christian Wingmark
- N:o 54, Rådsturättens voteringsprotokoll och slutliga utslag i konkurstvisten emellan Bacchus och dess borgernärer
- N:o 55, Baggensgatan
- N:o 56, Nota Bene ("När jag har en plåt att dricka")
- N:o 57, Bacchi böne- och sententiebok, den stirrande församlingen till tröst och styrko
- N:o 58, Stadshagen. Pastoral
- N:o 59, "Har du något i flaskan kvar?"
- N:o 60, Den snåle och tilltagsne gästen
- N:o 61, Till buteljen
- N:o 62, "Aldrig ett ord"
- N:o 63, "Mäster Petrus från det helga höga"
- N:o 64, Haga ("Fjäriln vingad syns på Haga")
- N:o 65, Brev till Kungliga Sekreteraren Elis Schröderheim, i anledning av konungens resa till Ryssland år 1777